# UTC−4

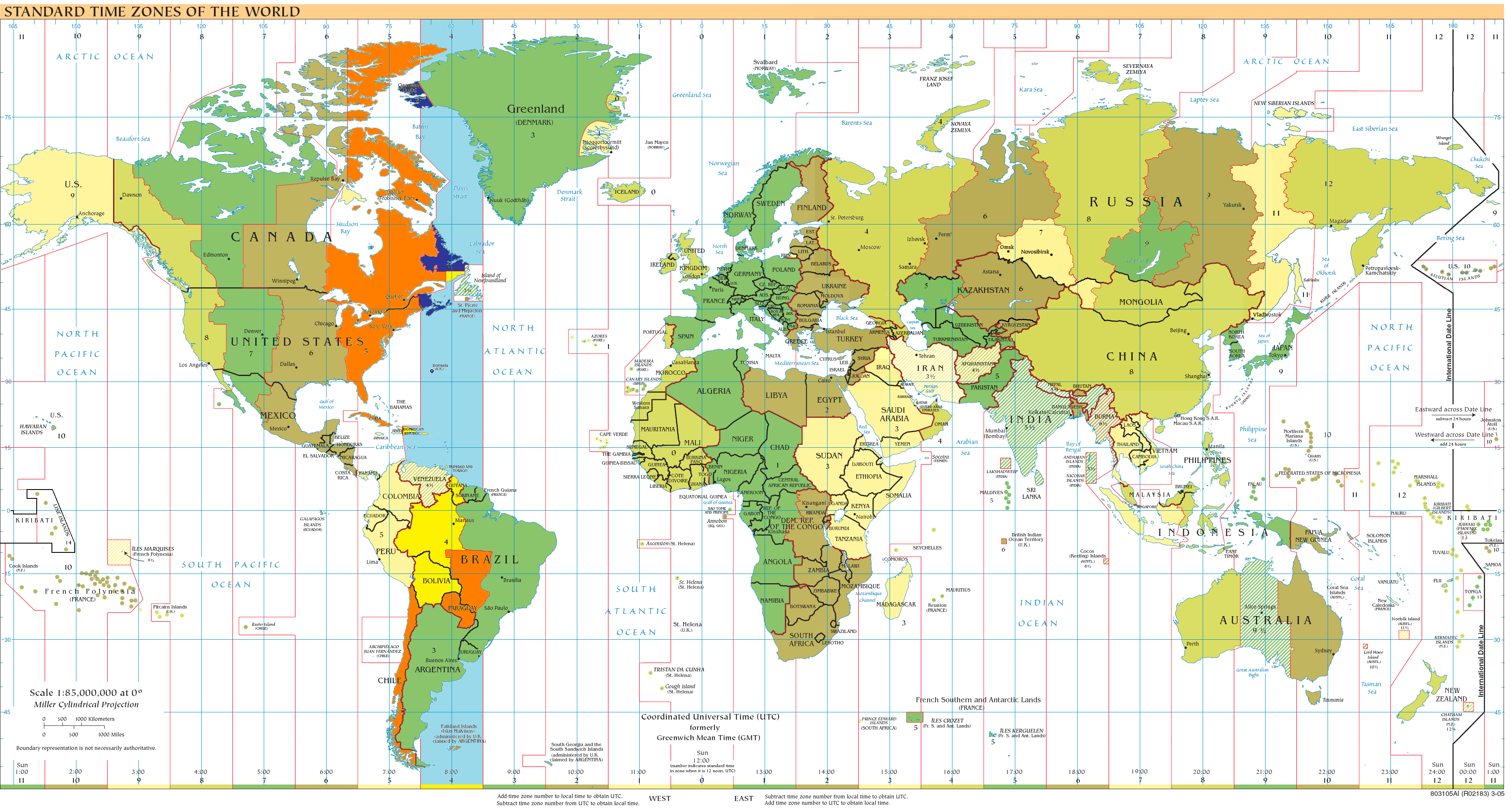
wintertijd
wintertijd zuidelijk halfrond/zomertijd noordelijk halfrond
aan land, gehele jaar
op zee, gehele jaar

UTC−4 is een van de tijdzones die op het westelijk halfrond gebruikt worden. Het meest oostelijke punt van de zone ligt in Centraal-Brazilië; het meest westelijke punt aan de kust van de Juan Fernández-archipel (Chili).
De voormalige Nederlandse Antillen vallen in de zone van UTC−4. Daarmee is deze tijdzone naast UTC+1 een van de twee tijdzones van het Koninkrijk der Nederlanden en sinds Bonaire, Sint Eustatius en Saba in 2010 Nederlandse openbare lichamen zijn geworden, van Nederland.
Venezuela verliet op 9 december 2007 deze tijdzone en stelde de unieke zone UTC−4:30 in. In 2016 keerde het land terug naar UTC−4.